# Монте Сан Пјетранђели
Монте Сан Пјетранђели (итал. Monte San Pietrangeli) насеље је у Италији у округу Фермо, региону Марке.
Према процени из 2011. у насељу је живело 1788 становника. Насеље се налази на надморској висини од 198 м.

## Становништво
| 1931. | 1936. | 1951. | 1961. | 1971. | 1981. | 1991. | 2001. | 2011. |
| ----- | ----- | ----- | ----- | ----- | ----- | ----- | ----- | ----- |
| 2.655 | 2.648 | 2.620 | 2.509 | 2.429 | 2.465 | 2.471 | 2.545 | 2.547 |